# Великий самоїд
Великий самоїд (рос. Великий самоед) — радянський фільм режисера Аркадія Кордона, знятий на кіностудії «Мосфільм» у 1981 році. Прем'єра фільму відбулася 22 лютого 1982 року. В основу фільму покладена біографія ненецького художника, казкара і громадського діяча Тико Вилки (1886—1960).

## Сюжет
Ненецький юнак Тико Вилка талановитий від природи, вміє добре малювати. Але в майбутньому його чекає не тільки кар'єра художника. Він і провідник в експедиції Русанова, і картограф свого рідного краю — архіпелагу Нова Земля, і багаторічний голова острівної Ради…

## У ролях
- Нуржуман Іхтимбаєв —  Тико Вилка
- Расул Укачін —  юний Вилка
- Буда Вампілов —  Ханец Вилка, батько Тико
- Анатолій Азо —  Володимир Русанов
- Тетяна Ташкова —  Даша
- Микола Рачинський —  Борисов
- Світлана Тормахова —  Устина
- Юрій Чернов —  Ремізов
- Юрій Волков —  Гусєв
- Ернст Романов —  Михайло Калінін
- Ментай Утепбергенов —  епізод

## Знімальна група
- Режисер —  Аркадій Кордон
- Сценаристи — Аркадій Філатов,  Юрій Казаков,  Аркадій Кордон
- Директори фільму — Лазар Мількіс, Віктор Мосенков
- Оператор — Анатолій Іванов
- Композитор —  Софія Губайдуліна
- Художник — Дмитро Богородський